# Người Criollo
Người Criollo là người Creole theo thuật ngữ châu Mỹ đã được sử dụng kể từ thời thuộc địa của Mỹ bằng cách áp dụng nó cho những người sinh ra ở châu Mỹ nhưng có nguồn gốc từ châu Âu hay Phi. Không giống bản địa, Criollo tiếng Bồ Đào Nha: crioulo) là một cư dân sinh ra ở châu Mỹ có cha mẹ châu Phi hay châu Âu, hoặc con cháu của họ cũng được mô tả như người Criollo.
Trong giữa thế kỷ 18, người bản địa có nguồn gốc Tây Ban Nha kiểm soát nhiều tài sản thương mại và nông nghiệp, họ có một sức mạnh kinh tế và địa vị xã hội cao, nhưng họ đã bị loại khỏi địa vị chính trị chính để chuyển sang cho những người sinh ra ở Tây Ban Nha.
Nhưng người Criollo có địa vị và đẳng cấp cao hơn so với tất cả các dân tộc caste có chủng tộc hỗn hợp, Mỹ-da đỏ, và người nô lệ châu Phi. Theo chế độ casta, một người Criollo có thể có đến 1/8 (một hoặc tương đương) dòng màu Mỹ-da đỏ và không bị mất địa vị xã hội (xem Limpieza de Sangre). Trong thế kỷ 18 và đầu thế kỷ 19, sự thay đổi trong chính sách của Madrid đối với thuộc địa của mình (và đa ngôn ngữ của các dân tộc) dẫn đến căng thẳng giữa người Criollo và Peninsulare. Sự phát triển của sức mạnh chính trị và kinh tế Criollo bản địa ở các thuộc địa riêng biệt của họ cùng với phân bố địa lý toàn cầu của họ, và dẫn họ từng phát triển tính dân tộc hữu cơ và quan điểm riêng biệt (khác lẫn nhau và khác Tây Ban Nha). Người Criollo là những người ủng hộ chính của các cuộc chiến tranh giành độc lập của các thuộc địa châu Mỹ từ Tây Ban Nha.